# 2007 TW431
2007 TW431 est un objet transneptunien faisant partie des cubewanos. 

## Caractéristiques
2007 TW431 mesure environ 211 km de diamètre ; son arc d'observation est encore faible.